# Join The Gang
Join The Gang – debiutancki album poznańskiej grupy Hope. Album został nagrany w miesiąc przy udziale Reggaeneratora z Vavamuffin oraz Afu-Ra.

## Lista utworów
1. Intro
2. It's Like That
3. Voice of the Underground
4. We're in Diz Shit
5. Stop Yallife
6. Cheech and Chong
7. Gangbros (feat. Afu-Ra, Reggaenerator)
8. VielbuonG Radio
9. Eye of the Tiger (Bonus Track)